# Tratado comercial

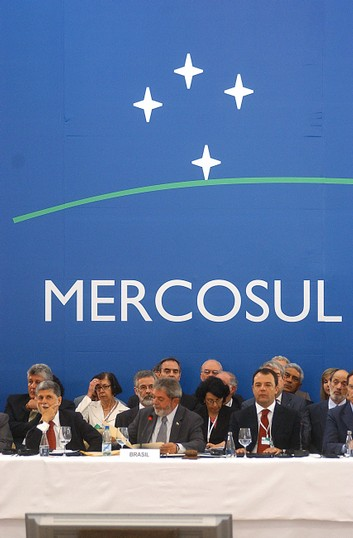
El MERCOSUR es un ejemplo de tratado comercial entre países del Cono Sur.

El término tratado de comercio (también, tratado comercial), asimilable en ocasiones al tratado de libre comercio, se refiere al acuerdo sometido al derecho internacional y suscrito entre varios países soberanos en virtud del cual se establece el viento de relaciones en los intercambios comerciales entre los firmantes.

## Objetivos de los tratados comerciales o de libre comercio
Los objetivos pueden ser variados y suelen establecerse cláusulas que regulan los siguientes aspectos:
- Derechos de aduana y, en general, impuestos a pagar o exentos, en forma recíproca, por los productos de exportación/importación entre los países firmantes.
- Control de fronteras.
- Bienes sujetos a preferencias en los intercambios.
- Moneda base de referencia en los intercambios.
- Jurisdicción común y/o aceptada por las partes para la resolución de conflictos en los distintos supuestos de derecho mercantil relacionados con el tratado.
- Relaciones comerciales con terceros países u organismos internacionales no firmantes.

En general, los tratados comerciales tienden a facilitar la libre circulación de bienes y servicios entre las partes. En ocasiones establecen sistemas de protección frente a terceros.